# 王希天
王希天（おう　きてん、英語：Wang Xitian、ワン・シテイエン、1896年8月5日 - 1923年9月12日）は中国人の社会運動家、宗教家。関東大震災の直後、陸軍により殺害された。

## 略歴
満洲吉林省長春出身。鉱山主の長男として生まれる。キリスト教徒。
1917年頃、周恩来などと同じ頃に日本に留学。1917年、一高特設予科に入学。寮では横田正俊らと同室であった。1919年5月、五四運動を受けて東京で行われたデモのリーダーの一人として警察にマークされるようになる。同年9月、八高に入学するが、東京の中華美以（メソジスト）教会の牧師が帰国したため、1921年に上京、教会の代理牧師となった。
中華YMCAの幹事も務め、将来を嘱望される存在で、中国人労働者が多く住んでいた東京府南葛飾郡大島町（現在の東京都江東区大島）に中国人救済組織、僑日共済会を結成して在日中国人を助ける運動をしていた。救世軍の山室軍平とも親しく交際している。牧師で社会運動家の賀川豊彦とも親交があり、周恩来や張学良とも知己であったという。

### 殺害
関東大震災発生後、早稲田の中国人留学生宅に身を寄せていたが、中国人虐殺の噂を聞き、9月9日、共済会の様子を見に自転車で大島へ行く。憲兵隊の臨時派出所に寄ったところ不審人物として拘束されるが、中国人を陸軍の習志野演習場へ護送する任務を行っていた野戦重砲兵第1連隊の遠藤三郎大尉の依頼を受け、11日まで護送業務に協力する。その後、解放されるが、改めて亀戸署に拘束される。中国人のリーダーである王を危険人物と認識していた同地の野戦重砲兵第3旅団が、この機に王を殺害することを企図し、亀戸署から身柄を引き取った。すでに同署及び同署管内では、戒厳令で出動していた軍部隊に対して同署からの依頼あるいは協働によるとみられる社会主義者・中国人労働者に対する虐殺事件が多数発生していた（「亀戸事件」を参照）。当時の江東は工場が密集、労働者が多く元から労働運動が盛んなうえ、出稼ぎの中国人労働者・日雇い労務者も多かった。亀戸署にとって、王はそれら中国人労務者の権利拡大に取組む目障りな存在であり、いつなんどき中国人らを糾合しかねない首領格の存在でもあった。田原洋や仁木ふみ子は、中国人とは競合関係に立つ日本人労務者の手配師や亀戸署からの軍への働きかけを推測している。このほか、管内における中国人の大量虐殺について、王がどこまで察知していたか不明であるが、告発されることを亀戸署・軍部隊関係者らが怖れたのではないかとの説がある。
9月12日未明、旧中川の逆井橋付近で野戦重砲兵第1連隊・垣内中尉が王を斬殺、死体は遺棄された。
王の殺害を知った陸軍中枢は、犯人の処罰を忌避し事件を隠蔽する。しかし10月、王が消息不明となった直後から足取りを探っていた王の友人・王兆澄が中国に帰国し、王の殺害疑惑が大々的に報道され外交問題化する。
11月、王正廷を団長に中国人虐殺に関する調査団が来日する。これらの虐殺事件について、日本政府や軍は隠蔽工作を実施、王については事件を起こした部隊が所属する旅団の参謀格であった遠藤三郎が隠蔽工作を担当した。王はいったん習志野に設けられた検束者の収容所に送られるはずであったが、教育もあり危険のない人物であったようであったので、移送責任者が独断で釈放、そのまま行方不明になったとの筋書きが作られた。調査団に対し日本政府（外務省）も隠蔽し続けた結果、事件は有耶無耶になった。
戦後、事件隠蔽に関わった遠藤三郎の証言や、戒厳令下で活動した野戦重砲兵第3旅団の一等兵（当時）久保野茂次の証言と密かにつけていた軍隊日記により事件が明らかになった。日記によれば、王は切り殺された後、顔・手足などは切り刻まれ、服は焼き捨てられ、持っていた金銭と万年筆は奪われたという。王の乗っていた自転車は、部隊で戦利品と称して乗り回されていたという話も伝わっている。
王や中国人労働者虐殺の真相を調べていた仁木ふみ子は、王の死後70年経った1990年に王の息子を探し出し、ようやく真相が親族に伝えられた。

## 顕彰
1974年1月、中華人民共和国政府から、「革命烈士」の称号を追贈された。